# Rasim Ljajić
Rasim Ljajić (Novi Pazar, 28 gennaio 1964) è un politico serbo.

## Attività politica
Ljajić inizia la sua carriera politica nel 1990, come segretario generale del Partito d'Azione Democratica del Sangiaccato (SDAS), il principale partito islamista in Sangiaccato.
Nel 1993 però lascia SDAS e fonda la Coalizione Sangiaccato, rinominata poi come Partito Democratico del Sangiaccato (SDP) su posizioni più moderate.
Nel 2000 Ljajić e il suo SDP entrano a far parte dell'Opposizione Democratica di Serbia che in quell'anno riuscì a battere Slobodan Milošević. Nello stesso anno viene nominato ministro federale per le minoranze nel nuovo governo della Repubblica Federale di Jugoslavia.
Nel 2003 dopo la fine della Repubblica Federale di Jugoslavia e la nascita dell'Unione Statale di Serbia e Montenegro, Ljajić entra a far parte del nuovo consiglio dei ministri come ministro per i diritti umani e delle minoranze.
Dopo lo scioglimento della Serbia e Montenegro Ljajić e il Partito Democratico del Sangiaccato presentano i loro candidati sulla lista del Partito Democratico di Boris Tadić, per le elezioni del 2007.
Dal 15 maggio 2007 ricopre l'incarico di ministro del lavoro prima nel governo di Vojislav Koštunica e dopo le elezioni parlamentari del 2008 anche nel governo di Mirko Cvetković.
Nel 2009 ha fondato il Partito Socialdemocratico di Serbia di cui è il presidente.
Insieme al suo partito entra anche nel governo di Ivica Dačić e dal 27 luglio 2012 è vicepremier e ministro per il commercio e le telecomunicazioni.